# Notre-Dame in fiamme
Notre-Dame in fiamme (Notre-Dame brûle) è un film del 2022 diretto da Jean-Jacques Annaud.

## Trama
Il 15 aprile 2019, un violento incendio scoppia nella cattedrale di Notre-Dame. Donne e uomini faranno di tutto per salvare l’edificio.

## Distribuzione
Il film è stato distribuito nelle sale cinematografiche francesi il 16 marzo 2022, tre anni dopo l’incendio. In Italia la pellicola viene distribuita il 28 marzo 2022 al cinema e su Sky Cinema Uno il 15 aprile seguente.